# Schaublätter
Schaublätter (Rodgersia) ist eine Pflanzengattung in der Familie der Steinbrechgewächse (Saxifragaceae). Die etwa fünf Arten kommen im östlichen Asien vor und gedeihen hauptsächlich im Himalaja und angrenzenden hochgelegenen Gebieten.

## Beschreibung

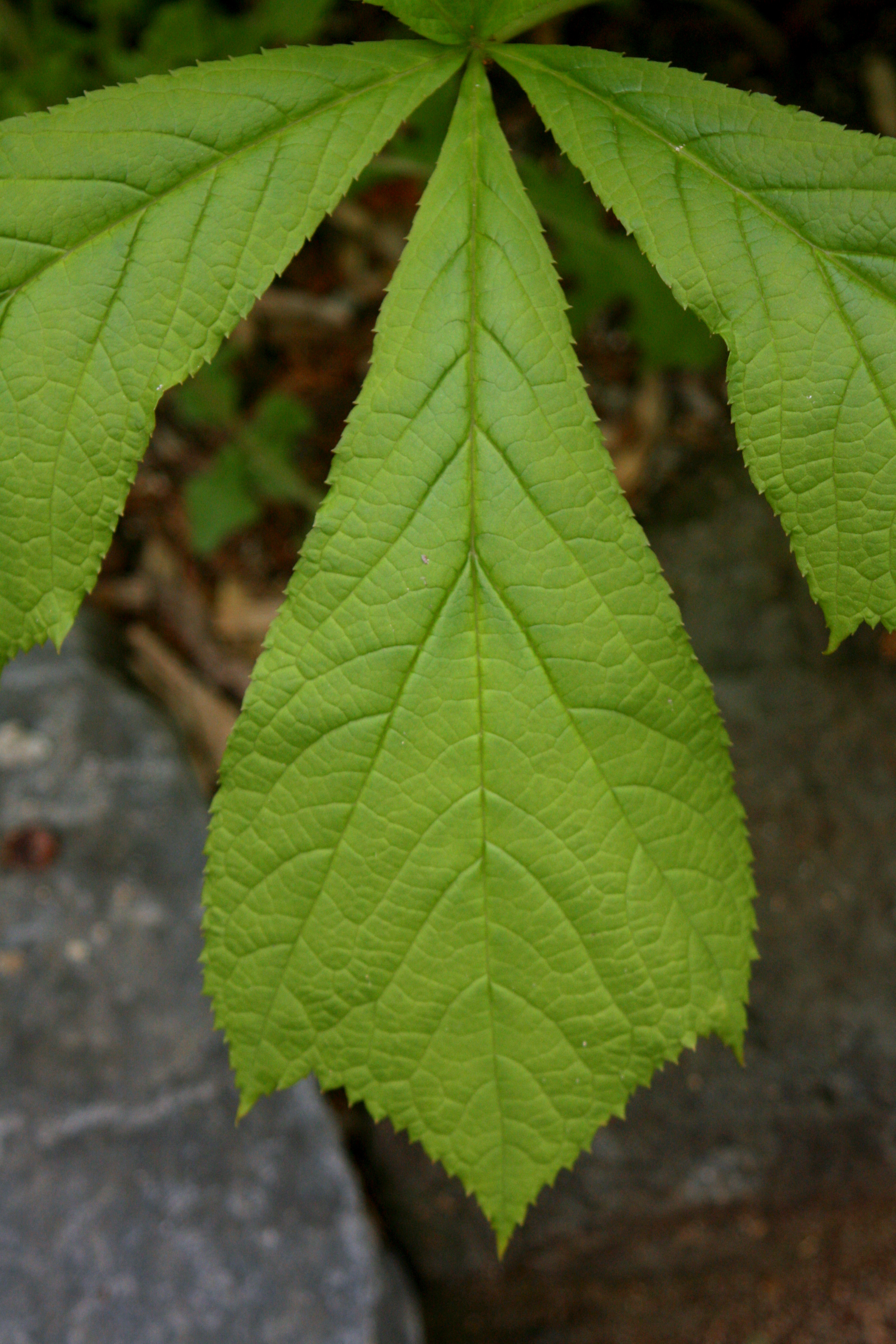
Gesägter Rand des gefingerten Laubblattes des Gestieltblättrigen Schaublattes (Rodgersia podophylla)

### Vegetative Merkmale
Rodgersia-Arten wachsen als große, ausdauernde krautige Pflanzen. Sie bilden kriechende, quer sich verlängernde, mit Schuppen versehene Rhizome als Überdauerungsorgane, aber keine Stolonen. Die großen Laubblätter sind in Blattstiel und Blattspreite gegliedert. Die Blattstiele sind relativ lang. Die fiedernervigen Blattspreiten sind aus meist drei bis neun, selten zehn Blattfiedern fußförmig zusammengesetzt. Die fast sitzenden Blattfiedern enden in einer Spitze und besitzen einen deutlich gesägten Rand.

### Generative Merkmale

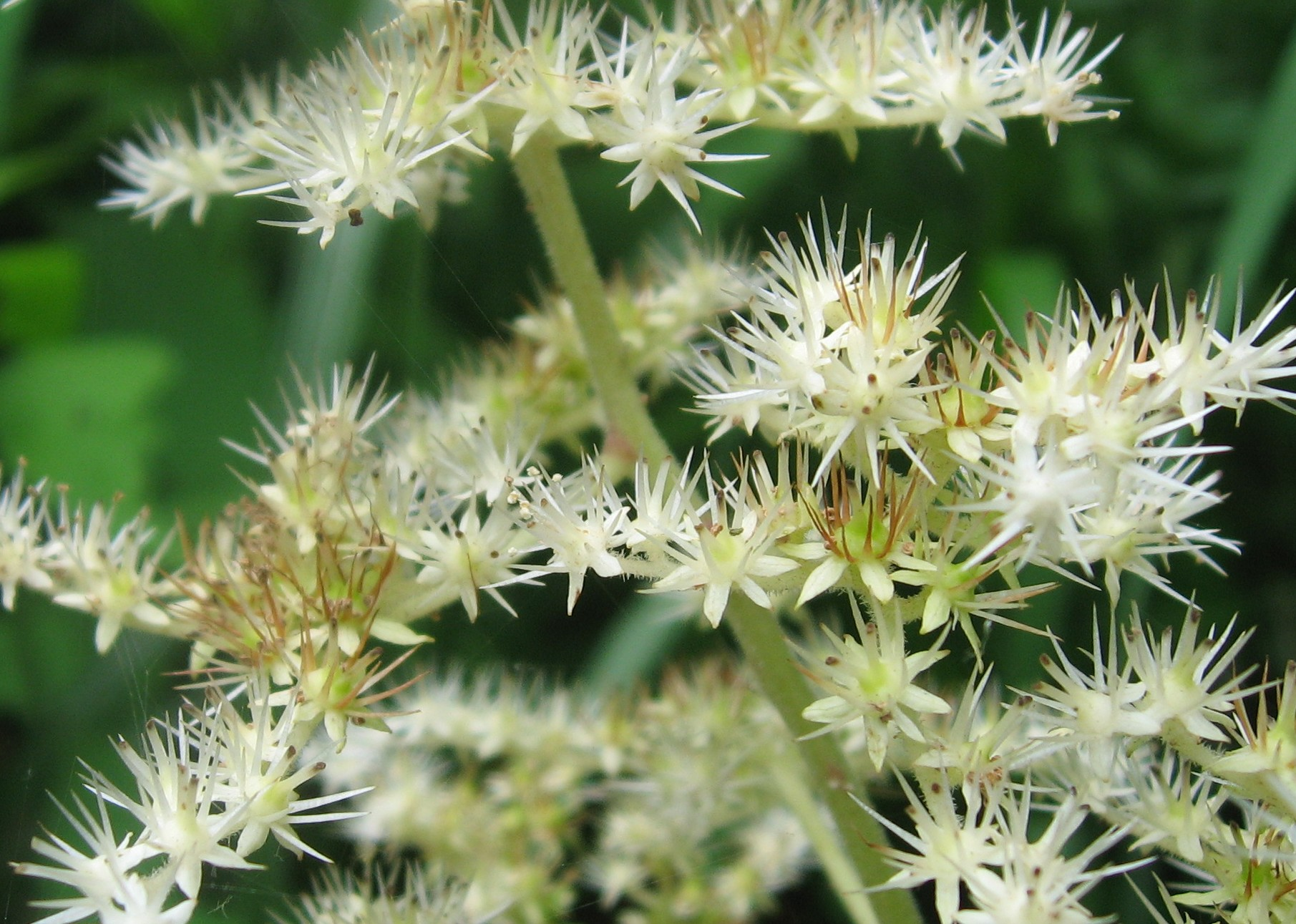
Ausschnitt eines Blütenstandes des Gestieltblättrigen Schaublattes (Rodgersia podophylla).

In einem rispigen aus zymösen Teilblütenständen zusammengesetzten Gesamtblütenstand stehen ohne Trag- oder Deckblätter viele Blüten zusammen. Die relativ kleinen Blüten sind zwittrig und meist fünfzählig. Die meist fünf (vier bis sieben) ausgebreiteten Kelchblätter sind weiß oder rosafarben bis rot. Es sind meist keine Kronblätter vorhanden, selten werden ein, zwei oder fünf beobachtet. Es sind ein oder zwei Kreise mit je meist fünf, selten sieben Staubblättern vorhanden. Zwei oder drei Fruchtblätter sind zu einem fast oberständigen bis selten fast unterständigen, zwei- bis dreikammerigen Fruchtknoten verwachsen. Es sind viele Samenanlagen vorhanden. Es sind zwei oder drei freie Griffel vorhanden.
Die zwei- oder dreifächerigen Kapselfrüchte enthalten viele Samen.

### Chromosomenzahl
Die Chromosomengrundzahl beträgt x = 15. Nur Rodgersia podophylla ist diploid und bildet allein die Sektion Rodgersia, aber die anderen vier Arten sind tetraploid und bilden zusammen die Sektion Sambucifolia J.T.Pan.

## Systematik und Verbreitung
Rodgersia-Arten sind nur im östlichen Asien, hauptsächlich im Himalaja und angrenzenden hochgelegenen Gebieten beheimatet. Alle fünf Arten gibt es auch in China.
Der Gattung Rodgersia wurde 1858 von Asa Gray in Memoirs of the American Academy of Arts and Science, Volume 6, Part 1, S. 389 erstveröffentlicht. Typusart ist Rodgersia podophylla A.Gray.
Der Gattungsname Rodgersia ehrt US-Admiral John L. Rodgers (1812–1882), den Leiter der Expedition, bei der die Art Rodgersia podophylla in den 1850er Jahren gefunden wurde. Seit 1871 wurden Exemplare von Rodgersia podophylla in den USA gezeigt und 1878 blühte das erste Exemplar in St. Petersburg. Als letzte Art wurde Rodgersia nepalensis 1966 beschrieben. Den derzeitigen Stand der Wissenschaft gibt noch immer die Revision von Pan Jin-tang 1994 wieder.

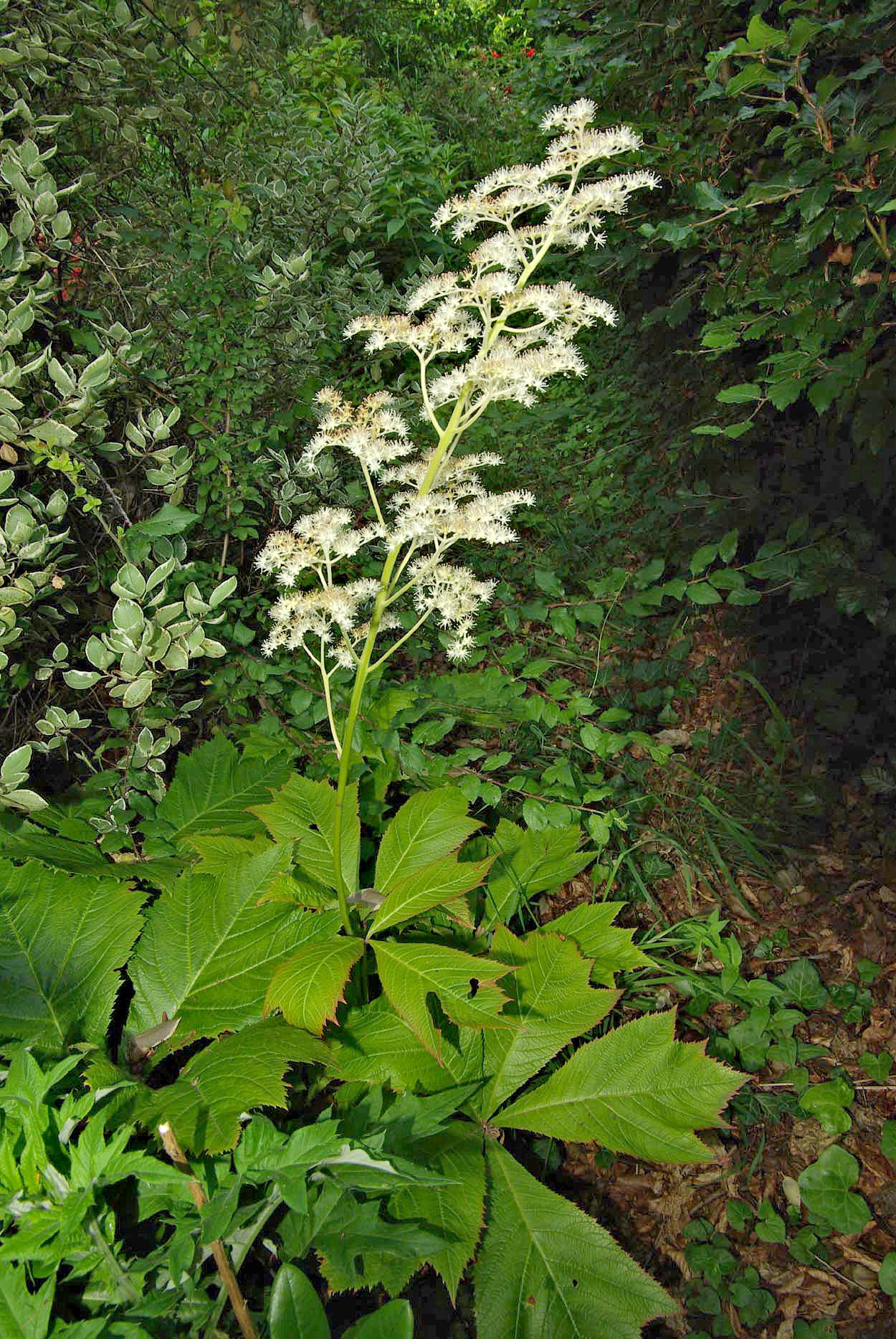
Habitus und Blütenstand des Gestieltblättrigen Schaublattes (Rodgersia podophylla)

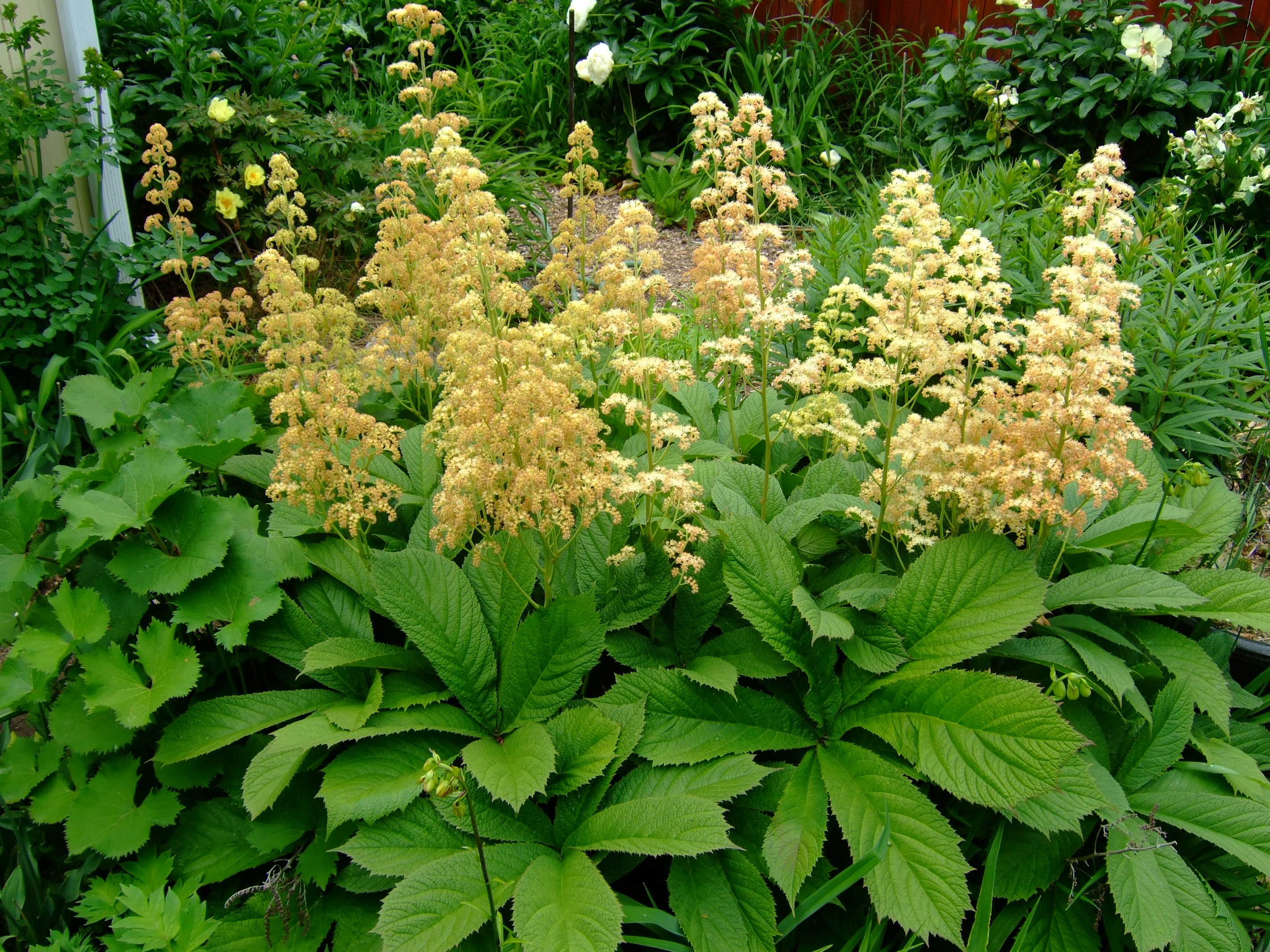
Habitus und Blütenstand des Holunderblättrigen Schaublattes (Rodgersia sambucifolia) Sorte ‘Superba’

Die Gattung Rodgersia ist in zwei Sektion gegliedert und enthält fünf Arten. Hier mit allen Varietäten aufgelistet nach der Revision von Pan Jin-tang 1994,:
- Sektion Rodgersia: Sie enthält nur eine Art:
  - Gestieltblättriges Schaublatt (Rodgersia podophylla A.Gray): Sie ist in Japan, Korea und den chinesischen Provinzen Jilin sowie Liaoning beheimatet.
- Sektion Sambucifolia J.T.Pan: Sie enthält vier Arten:
  - Kastanienblättriges Schaublatt (Rodgersia aesculifolia Batalin): Sie gedeiht in Wäldern und an Waldrändern, Gebüschen, auf Wiesen und in Felsspalten in Höhenlagen von 1100 bis 3800 Metern in Myanmar und den chinesischen Provinzen südöstliches Gansu, Hebei, westliches Henan, westliches Hubei, südliches Ningxia, Shaanxi, Sichuan, Xizang, Yunnan mit zwei Varietäten:
    - Rodgersia aesculifolia Batalin var. aesculifolia
    - Rodgersia aesculifolia var. henrici (Franchet) C.Y.Wu ex J.T.Pan

  - Rodgersia nepalensis Cope ex Cullen: Sie gedeiht nur in Höhenlagen von 2600 bis 3300 Metern im östlichen Himalaja (östliches Nepal und Sikkim) und im südlichen Tibet.[4]
  - Fiederblättriges Schaublatt (Rodgersia pinnata Franchet): Sie gedeiht in Wäldern und an Waldrändern, Gebüschen, auf schattigen grasigen Hängen, alpinen Matten und in Felsspalten in Höhenlagen von 2000 bis 3800 Metern in Guizhou, im östlichen und südlichen Sichuan und in Yunnan mit zwei Varietäten.
    - Rodgersia pinnata Franchet var. pinnata
    - Rodgersia pinnata var. strigosa J.T.Pan

  - Holunderblättriges Schaublatt (Rodgersia sambucifolia Hemsley): Sie gedeiht in Wäldern, Gebüschen, auf Wiesen und in Felsspalten in Höhenlagen von 1800 bis 3700 Metern im westlichen Guizhou, südwestlichen Sichuan und nördlichen Yunnan mit zwei Varietäten:
    - Rodgersia sambucifolia var. estrigosa J.T.Pan
    - Rodgersia sambucifolia J.T.Pan var. sambucifolia

Es gibt eine gärtnerisch erzeugte Hybride: Rodgersia × purdomii hort. aus Rodgersia aesculifolia × Rodgersia pinnata.

## Nutzung
Alle Arten und einige Sorten werden als große Zierpflanzen in den Gemäßigten Gebieten für Parks und Gärten verwendet.
Einige Rodgersia-Sorten sind: ‘Atlasvlinder’, ‘Badenweiler’, ‘Blickfang’, ‘Bloody Mary’, ‘Borodin’, ‘Cally Strain’, ‘Dark Pokers’, ‘Die Anmutige’, ‘Die Schöne’, ‘Die Stolze’, ‘Eichkatzl’, ‘Elfenbeinturm’, ‘Fascination’, ‘Grizzly-Bär’, ‘Herkules’, ‘Ideal’, ‘Irish Bronze’, ‘Joop Ploeger’, ‘Koriata’, ‘Kupfermond’, ‘La Blanche’, ‘Maigrün’, ‘Parasol’, ‘Reinecke Fuchs’, ‘Rosenlicht’, ‘Rosenzipfel’, ‘Roter Turm’, ‘Roter Zwerg’, ‘Rotschopf’.
Über eine weitere Nutzung durch den Menschen ist wenig bekannt. Es gibt Berichte, dass junge Blätter von Rodgersia podophylla gegessen werden.